# ウルトラスーパーファイト
『ウルトラスーパーファイト』は、1994年4月21日に発売されたウルトラシリーズを題材としたオリジナルビデオ。販売および発売はパック・イン・ビデオ。全1巻。『ウルトラファイト』の事実上のリメイクであり、ウルトラ兄弟や怪獣たちが様々な設定で演じる全15本のショートドラマが収録されている。

## 作品リスト（登場キャラクター）
1. 「ウルトラマン大ピンチ!!」ウルトラマン、バルタン星人
2. 「ウルトラ悲話エースの初恋」ウルトラマンA、アストロモンス、エレキング、ベムスター
3. 「ケムール! 交通道徳を守れ」ウルトラマン、ケムール人
4. 「ウルトラ悲話エースよ泣くな」ウルトラマンA、アストロモンス、エレキング、ベムスター、ゴドラ星人
5. 「悪夢!? マン対セブンの決闘？ -紅い悪魔 妄想ウルトラセブン登場-」ウルトラマン、ウルトラマンA、妄想ウルトラセブン
6. 「アストラ! お前が悪いのだ」ケムール人、アストラ、ウルトラマンレオ
7. 「鎖の思い出」ペガッサ星人、メトロン星人
8. 「タロウ怪獣退治に行く!!」ウルトラマンレオ、アストラ、ウルトラマンタロウ、ベムスター、ゴドラ星人
9. 「恐怖の背後霊怪獣」ウルトラセブン、ケムール人、ゼットン
10. 「さすらいのウルトラマンタロウ」改造パンドン、ペガッサ星人、ウルトラマンタロウ
11. 「セブン! 心の目を開け!!」ウルトラセブン、ゼットン
12. 「怪獣の誕生日」ウルトラマンA、改造パンドン、アストロモンス、ウルトラマンレオ
13. 「荒野の卑怯者」ウルトラマン、ケムール人
14. 「怪獣達の戦い」メトロン星人、パンドン
15. 「怪獣の師弟愛」ペガッサ星人、ウー、ウルトラマンタロウ

## スタッフ
- 企画∶円谷昌弘
- 監督：満留浩昌、中崎一嘉[注 1]、藤井恭
- ナレーション：島田敏（キャラクターの声も兼任）
- 製作∶円谷プロダクション